# Dương gia tướng (phim truyền hình 1985)
Dương gia tướng (giản thể: 杨家将; phồn thể: 楊家將; bính âm: Yáng Jiājiàng) là một bộ phim truyền hình Hồng Kông được chế tác dựa trên các tiểu thuyết và tác phẩm văn học nói về Dương gia tướng trong thời kỳ đầu của Nhà Tống tại Trung Quốc. Bộ phim được sản xuất bởi hãng phim lớn nhất Hồng Kông lúc đó là hãng TVB. Phim được phát trên kênh TVB Jade từ ngày 23 đến 28 tháng 9 năm 1985. Phim triệu tập đầy đủ những ngôi sao điện ảnh nổi tiếng Hồng Kông và hãng TVB lúc đó.

## Nội dung
Phim kể về cuộc đời oanh liệt của gia đình Dương gia tướng. Khi các người con trai trong gia đình Dương gia đều hy sinh khi chinh chiến trong trận Kim Sa Thang thì Xà Thái Quân cùng các con gái muốn sang Liêu lấy lại hài cốt của Dương Lệnh Công nhưng họ phải phá Thiên Môn Trận gồm 3 cửa. Cửa thứ nhất do Cửu Muội và Ngũ Lang phá, cửa thứ 2 do các chị cả phá và cửa thứ 3 do Xà Thái Quân đích thân chinh chiến. Cuối cùng họ tìm được hài cốt của Dương Lệnh Công nhưng Dương Ngũ Lang không muốn dính dáng đến trần tục nên từ bỏ Ngũ Nương và gia đình lên núi tu hành. Còn Tứ Lang thì bị giữ lại Liêu quốc. Chỉ có mình Lục Lang trở thành trụ cột của Dương gia.

## Diễn viên tham gia
- Lưu Đức Hoa - Dương Lục Lang
- Miêu Kiều Vỹ - Dương Tứ Lang
- Huỳnh Nhật Hoa - Dương Ngũ Lang
- Lương Triều Vỹ - Dương Thất Lang / Lôi Chấn Tử
- Dương Trạch Lâm - Dương Nghiệp
- Tương Y - Xà Thái Quân
- Lưu Gia Linh - Dương Lục Nương
- Cung Từ Ân - Dương Tứ Nương
- Tạ Ninh - Dương Ngũ Nương
- Tăng Hoa Thiên - Dương Thất Nương
- Dương Phan Phan - Dương Bát Muội
- Châu Hải Mỵ - Dương Cửu Muội
- Lê Hán Trì - Dương Đại Lang
- Âu Dương Phối San - Dương Đại Nương
- Ngô Trấn Vũ - Dương Nhị Lang
- Thương Thiên Nga - Dương Nhị Nương
- Lý Quốc Lân - Dương Tam Lang
- Mao Thuần Quân - Dương Tam Nương
- Trần Vinh Tuấn - Mạnh Lương
- Tần Hoàng - Tiêu Tán
- Tôn Quý Khanh - Gia Đinh
- Huỳnh Doãn Tài - Quỷ Cốc Tử
- Lý Hương Cầm - Đỗ Đại Nương
- Ngô Mạnh Đạt - Phương Trượng Liễu Pháp
- Châu Nhuận Phát - Lữ Động Tân
- Vạn Tử Lương - Hàn Tương Tử
- Trịnh Du Linh - Hà Tiên Cô
- Đàm Bỉnh Văn - Hán Chung Li
- Chu Thiết Hòa - Thiết Quải Lý
- Trần Phụng Sinh - Lam Thái Hoà
- Bào Phương - Trương Quả Lão
- Trương Anh Tài - Tào Quốc Cữu
- Triệu Nhã Chi - Quan Âm Bồ Tát
- Uông Minh Thuyên - Hoa Sơn Thánh Mẫu
- Lý Lâm Lâm - Xích Tu Long Mẫu
- Trương Mạn Ngọc - Cửu Thiên Huyền Nữ
- Tăng Giang - Ngọc Hoàng
- Lư Hải Bằng - Văn Khúc Tinh
- Hạ Vũ - Thiên Cơ Tinh
- Dương Trạch Lâm - Thiên Bằng Thần
- Tăng Hoa Thiên - Thiên Hoàng Nữ
- Lý Thụ Giai - Kim Đồng
- Thiệu Mỹ Kỳ - Ngọc Nữ
- Lý Long Cơ - Tống Thái Tông
- Lữ Hữu Huệ - Hoàng Hậu
- Thang Trấn Nghiệp - Bát Hiền Vương
- Trang Tịnh Nhi - Phan Phi
- Lưu Triệu Minh - Phan Hồng
- Tô Hạnh Tuyền - Phan Phu Nhân
- Lạc Ứng Quân - Phan Long
- Đào Đại Vũ - Phan Hổ
- Phan Hoành Bân - Phan Báo
- Lư Hải Bằng - Bao Chửng
- Hạ Vũ - Khấu Chuẩn
- Lưu Đan - Hô Diên Tán
- Liêu Khải Trí - Hô Diên Phi Hiển
- Tần Bái - Trương Ngự Sử
- Hà Quý Lâm - Thôi Công Công
- Lâm Lập Tam - Tống Thái Tổ
- Lưu Giang - Liêu Chủ / Thiên Khánh Vương
- Lý Lâm Lâm - Tiêu Thái Hậu
- Thích Mỹ Trân - Thanh Liên / Ngân Kính công chúa
- Đường Lệ Cầu - Bích Liên
- Quách Phong - Tiêu Thiên Tả
- Hứa Thiệu Hùng - Tiêu Thiên Hữu
- Diệp Thiên Hành - Gia Luật Hề Để